# Alexandra Ledermann 2 : Équitation Compétition
Alexandra Ledermann 2 : Équitation Compétition, ou simplement Alexandra Ledermann 2 est un jeu vidéo d'équitation, développé par Midas Interactive  et édité par Ubisoft. Il est publié en octobre 2001 sur Microsoft Windows et console PlayStation ; il appartient à la série série Alexandra Ledermann.

## Accueil
Contrairement à son prédécesseur, Alexandra Ledermann : Équitation Compétition est bien accueilli par la presse spécialisée. Romendil de Jeuxvideo.com explique que « ce second volet n'a plus rien à voir avec son prédécesseur en matière de réalisation. Si le jeu n'est pas exempt de bugs graphiques, la vue proposée se veut tout à fait réaliste. »